# ルドルフ・ディットリヒ
ルドルフ・ディットリヒ（Rudolf Dittrich, 1861年4月25日 - 1919年1月16日）は、オーストリア帝国のガリツィア出身のオルガニスト、ヴァイオリニスト、音楽教育者、作曲家。
ウィーン楽友協会音楽院（現在のウィーン国立音楽大学）でアントン・ブルックナーらに学び、1888年から1894年までお雇い外国人として日本の東京音楽学校（東京芸術大学音楽学部の前身）で音楽教師を、1906年から母校のウィーン楽友協会音楽院でオルガン教師を務めた。

## 経歴
ビアラ（現在のポーランド領ビェルスコ＝ビャワ）に生まれたディットリヒは、カペルマイスターで音楽教師の父ヨハン・アントン・ユリウス・ディットリヒにピアノ、ヴァイオリン、オルガン、音楽理論といった音楽の手ほどきを受けた。ウィーン楽友協会音楽院でヨーゼフ・ヘルメスベルガー2世にヴァイオリンを、アントン・ブルックナーに対位法とオルガンを、ヴィルヘルム・シェンナーにピアノを、ヨーゼフ・ヘルメスベルガー1世に管弦楽演習を師事し、1882年に音楽院を卒業した。1883年から1888年までナタニエル・マイヤー・フォン・ロートシルト家礼拝堂のハルモニウム奏者を、1884年から1886年までウィーンのシナゴーグでオルガニストを務めた。1886年にオーストリア人ソプラノ歌手のペトロネラ・ヨゼフィーネ・レオポルディーネ・ランマー（愛称 ペリーネ）と最初の結婚をしている。
東京音楽学校による外国人教師招請を受けた音楽院長ヨーゼフ・ヘルメスベルガー1世の推挙で1888年に妻ペトロネラとともに来日し、同年11月から1894年7月まで同校（1893年から1899年まで東京高等師範学校附属音楽学校と改称）の教師となった。担当はヴァイオリン、オルガン、ピアノ、唱歌、和声学、作曲法。日本での教え子に山田源一郎、幸田延、吉田信太、北村季晴、橘糸重、田村虎蔵、島崎赤太郎、頼母木駒子、永井幸次、鈴木鼓村、安藤幸らがいる。1894年に勲四等瑞宝章を受章。
日本音楽に興味を持ったディットリヒは、1888年に出版された楽譜『箏曲集』に収録された『姫松』（ひめまつ、第1曲）、『桜』（さくら、第2曲、旧題『咲いた桜』）、『花競』（はなくらべ、第3曲、旧題『梅と桜』）、『落梅』（らくばい、第6曲、旧題『江戸紫』）などの日本の旋律をピアノ独奏用に編曲し、のちに『日本楽譜』、『落梅』として出版した。日本でしばしば共演した演奏家に、1890年に来日したフルート奏者で作曲家のアドルフ・テルシャックがいるが、同年8月1日の皇居明治宮殿千草の間での御前演奏会（ヴァイオリンのディットリヒとピアノのルイーザ・シュラーとの共演）でテルシャックが披露した自作の『桜と花競、フルートとピアノのための2つの日本民謡』作品188には、『箏曲集』の『桜』と『花競』の旋律が用いられている。
1891年1月4日に妻ペトロネラが亡くなる。1893年9月28日に三味線師匠の森菊との間に後にヴァイオリニストとなる森乙が生まれたが、森菊と乙はディットリヒ帰国後も日本に残った。森乙の長男は俳優の根上淳。三男がピアニストの良達で、その息子(森乙の孫)がロックボーカリストの森雅裕。
1894年9月に帰国したウィーンでオルガニスト、ヴィオリスト、ウィーン男声歌唱協会やウィーン商業者歌唱協会 (Wiener Kaufmännischer Gesangverein) の合唱指揮者として活動。1900年にカタリーナ・クリーグルと結婚し、2人の息子（1901年にオスヴァルト・フランツ・ディットリヒ、1903年にルドルフ・ペーター・フェルディナント・ディットリヒ）が生まれる。1901年にオーストリア宮廷オルガニスト（ルドルフ・ビーブルの後任）、1907年に宮廷少年合唱団のピアノ教師（フランツ・ヴェーバーの後任）に就任。1906年にウィーン楽友協会音楽院のオルガン教師、1909年に同音楽院の教授（ヨーゼフ・フォクナーの後任）となり、ヴィンツェンツ・ゴラー、ルイ・ディーテ、フランツ・シュッツ、フランツ・クリーク、カール・メッツル、ハンス・ハインツ・ショルティスらを指導した。1911年にオーストリア音楽教育学帝国連盟 (Österreichischen Musikpädagogischen Reichs-Verband) の発足に携わって幹部役員となり、同1911年にウィーン音楽芸術家協会 (Wiener Tonkünstler-Verein) の理事に、1914年には同協会の副会長となった。1916年10月18日に卒中で倒れ、1919年1月16日にウィーン5区シュトラウセンガッセで亡くなった。墓所はウィーン中央墓地66区11番6号。

## 作品

### 合唱曲
- 憲法発布の頌（東京: 東京音楽学校, 1889. 伊沢修二 詞[40][41]）
- 万霊節（Wien: Eberle, 1916. ヘルマン・フォン・ギルム（英語版） 詞[42]）
- 蛍狩（東京: 音楽之友社, 1950. 鳥居忱 詞[43]）
- たより（東京: 音楽之友社, 1950. 堀内敬三 詞[43]）
- シュレージエン讃歌（我がシュレージエン）（Wien: Eberle. 『たより』と同じ旋律[43]）

### 吹奏楽曲
- 軍楽のための手児奈マーチ (Wien: Eberle, 1904[44][45])

### 室内楽曲
- ヴァイオリンとピアノのためのソナチネ[46][47]
- 2つの古典的中国舞踊旋律 (Wien: Eberle, 1905. ヴァイオリン（またはチェロ）とピアノのための作品[48])
  1. Konju-Raku [蛇の踊り]
  2. Butoku-Raku

### ピアノ曲
- 2つのピアノ小品 (Leipzig: Weinberger, 1891[49])
  1. 祈り（アルバムの綴り）
  2. 間奏曲[50]
- 日本楽譜 第1巻、6つの日本民謡 (Leipzig: Breitkopf & Härtel, 1894[51][52])
  1. 地搗歌 Jizuki-uta
  2. 祭囃子 Matsuri-bayashi
  3. 桜 Sakura (原曲『箏曲集』第2曲[18][53])
  4. 権兵衛が種まく Gombei ga tane maku
  5. 婚姻の歌、めでた Kon-in no uta (Medeta)
  6. 琉球節 Riūkiū-bushi
- 落梅、琴伴奏日本歌曲のピアノ編曲 (Leipzig: Breitkopf & Härtel, 1894. 原曲『箏曲集』第6曲[18][54])
- 日本楽譜 第2巻、10の日本歌曲 (Leipzig: Breitkopf & Härtel, 1895[55][56][57])
  1. こいと言うたとて Koi to yu ta to te （アルビーネ・フォン・ヴェスト嬢に献呈）
  2. どっこいしょ Dokkoïshō （ウィーン男声合唱団に献呈）
  3. せっせっせ Sēssēssē （グスティ・ハース嬢に献呈）
  4. 山寺 Yama-dera （ジェニー・コーン嬢に献呈）
  5. 姫松 Hime-matsu （原曲『箏曲集』第1曲[18]、幸田延嬢に献呈）
  6. ちゃちゃらつばやし Chāchā-ratsu-bayashi （アントン・メルツァー2世に献呈）
  7. 花競 Hana kurabe （原曲『箏曲集』第3曲[18][53]、カール・メルツァー氏に献呈）
  8. はうた Ha-uta （ヨゼフ・シュトリツコ氏に献呈）
  9. 地搗歌第2番 Jizuki-uta. No. 2 （E. H. ホウゼ氏に献呈）
  10. お江戸日本橋 O yedo Nihon-bashi （R. フォン・ケーベル教授に献呈）
- 2つのピアノ小品 (Wien: Eberle, 1901[58])
  1. アンダンテ・カプリッチョ
  2. スケルツォ
- Yoï! 日本行進曲 (Wien: Eberle, 1904[59][45])

### オルガン曲
- オーストリアの『アレルヤ』による幻想フーガ (Leipzig: Leuckardt, 1908[60])
- 2つの性格的小品 (Regensburg: Coppenrath, 1910[61])
  1. 祈り
  2. 嘆き
- アントン・ブルックナーの主題、フーガ計画、転調による序奏と二重フーガ 変ロ長調 (Augsburg: Böhm & Sohn, 1914[62])
- 皇帝讃歌『神よ保ちたまえ、神よ守りたまえ』（世界に冠たるドイツ）によるパラフレーズ (Leipzig: Leuckardt, 1915[63])
- 四旬節の祈願 ヘ長調 (Boston: Boston Music Co., 1915[64])

### ヴァイオリン曲
- ヴァイオリンのためのサードポジション (東京: 共益商社書店, 1924. 安藤幸・島崎赤太郎 校訂[2][65])

### 編曲
- 帝国議会開院之頌第一 (東京: 安積五郎, 1890. 上真行 作曲, ルドルフ・ディットリヒ 調和, 中村秋香 作詞[66])
- 小学唱歌集用オルガン・ピアノ楽譜 (東京: 東京音楽学校, 1899[67])
- 祝日大祭日唱歌重音譜 (東京: 東京音楽学校, 1900[68])

## 著作
- Beiträge zur Kenntniss der Japanische Musik. Mitteilungen der OAG. Band VI Heft 58 (1895-1897). pp. 376-391.[69]